# Спалдин, Никола
Никола Э. Спалдин (англ. Nicola A. Spaldin; род. 1969) — британский учёный-материаловед, специалист по мультиферроикам.
Член Лондонского королевского общества (2017), иностранный член Национальной инженерной академии США (2019) и НАН США (2025), доктор философии (1996), профессор ETH Zürich, а прежде Калифорнийского университета в Санта-Барбаре.

## Биография
Выросла на севере Англии.
Окончила с отличием Кембриджский университет (бакалавр естественных наук, 1991). Затем направилась в Калифорнийский университет в Беркли, где в 1996 году получила степень доктора философии по теоретической химии. Являлась постдоком в Йельском университете, после чего на кафедре материаловедения Калифорнийского университета в Санта-Барбаре: ассистент-профессор, с 2002 года ассоциированный, в 2006—2010 гг. полный профессор. С 2011 года в ETH. Фелло Американского физического общества (2008), Materials Research Society (2011), Американской ассоциации содействия развитию науки (2013), почётный фелло кембриджского колледжа Черчилля (2018). Автор книги Magnetic materials; fundamentals and device applications (Cambridge University Press, 2003).

## Награды и отличия
- ONR (Office of Naval Research[англ.]) Young Investigator Award (2000)
- Distinguished Teaching Award Калифорнийского университета в Санта-Барбаре (2001)
- Стипендия Слоуна (2002)
- Miller Research Professor[англ.], Калифорнийский университет в Беркли (2007)
- Премия Джеймса Макгруди за исследования в области новых материалов Американского физического общества (2010)
- Max Rössler Prize, ETH (2012)
- ERC Advanced Grant (2012)
- Thomson Reuters Highly Cited Researcher (2014—2016)
- ETH Zürich Golden Owl Award for Teaching Excellence (2014)
- American Physical Society Outstanding Referee (2014)
- Премия Кёрбера одноимённого фонда (2015)
- L'Oréal-UNESCO For Women in Science Award (2017)[5][6]
- Mid-Career Researcher Award, Materials Research Society[англ.] (2017)[7]
- Lise-Meitner-Lectures[нем.] (2018)
- Marcel Benoist Prize[англ.] (2019)